# مركز قطر للمال
مركز قطر للمال (بالإنجليزية: Qatar Financial Centre)‏ هو مركز مالي وتجاري يقع في الدوحة بقطر، ويقدم الخدمات القانونية والتنظيمية للشركات المحلية والدولية. أُسس المركز في مارس 2005، وهو يعمل على تعزيز السياسة الاقتصادية للحكومة القطرية ويساهم في خطط التنويع الاقتصادي والتنمية في البلاد، وجذب الاستثمارات  بتوفير بيئة قانونية وتنظيمية وضريبية وتجارية مواتية.
وتدعمه المنظمات التابعة التي توفر لعملائها نظامًا بيئيًا صديقًا للأعمال. 
وتعمل هيئة تنظيم مركز قطر للمال منظمًا ماليًّا للمركز، وتوفر محكمة قطر الدولية ومركز حل النزاعات نظامًا قضائيًا يتكون من محكمة مدنية وتجارية ومحكمة تنظيمية.
وللمساعدة في تقليل اعتماد قطر على صناعة النفط يعمل مركز قطر للمال على تعزيز النمو في القطاعات الأربعة الرئيسية وهي الخدمات الرقمية والإعلامية والرياضية والمالية.
يوفر مركز قطر للمال أيضاً قناة لمقدمي الخدمات المالية للوصول إلى ما يقرب من تريليون دولار من الاستثمارات في جميع دول مجلس التعاون لدول الخليج العربية على مدى العقد المقبل.